# Atractogyne bracteata
Atractogyne bracteata là một loài thực vật có hoa trong họ Thiến thảo. Loài này được (Wernham) Hutch. & Dalziel mô tả khoa học đầu tiên năm 1931.